# Europium(II)-bromid
Europium(II)-bromid ist eine anorganische chemische Verbindung des Europiums aus der Gruppe der Bromide.

## Gewinnung und Darstellung
Europium(II)-bromid kann durch Reduktion von Europium(III)-bromid mit Wasserstoff bei 350 °C gewonnen werden.
{\displaystyle \mathrm {2\ EuBr_{3}+H_{2}\longrightarrow 2\ EuBr_{2}+2\ HBr} }
Auch die Darstellung durch thermische Zersetzung von Europium(III)-bromid bei 200 °C ist möglich.
{\displaystyle \mathrm {2\ EuBr_{3}\longrightarrow 2\ EuBr_{2}+Br_{2}} }
Ebenfalls möglich ist die Reaktion von Europium mit Ammoniumbromid in flüssigem Ammoniak bei −78 °C. Man erhält zunächst das Ammoniakat von Europium(II)-bromid, das dann bei etwa 200 °C im Hochvakuum abgebaut werden kann.
{\displaystyle \mathrm {Eu+2\ NH_{4}Br\longrightarrow EuBr_{2}+2\ NH_{3}+H_{2}} }

## Eigenschaften
Europium(II)-bromid ist ein weißer Feststoff. Die Verbindung ist äußerst hygroskopisch und kann nur unter sorgfältig getrocknetem Schutzgas oder im Hochvakuum aufbewahrt und gehandhabt werden. An Luft oder bei Kontakt mit Wasser geht sie unter Feuchtigkeitsaufnahme in Hydrate über. Die Verbindung besitzt eine Kristallstruktur vom Strontiumbromid-Typ mit der Raumgruppe P4/nmm (Raumgruppen-Nr. 129). Bei hohem Druck und 400 °C geht die Verbindung in eine Hochdruckvariante mit orthorhombischer Kristallstruktur und der Raumgruppe Pbnm (Nr. 62, Stellung 3) isotyp zu der von Blei(II)-chlorid über.